# Гібонові
Гібонові (Hylobatidae) — родина приматів, котрі проживають в тропічних і субтропічних лісах південно-східної Азії, у тому числі на островах Суматра, Борнео і Ява. Перекладається як «мавпа, що ходить по деревах». Згідно з МСОП родина поділяється на 4 роди і 20 видів сучасних тварин.

## Опис
Розміри більшості гібонових не дуже відрізняються, за винятком сямангів. Вага більшості гібонів становить 4–8 кг (сіамангів — 9–13 кг), довжина голови й тулуба — 42–64 см (сямангів — 47–60 см). Череп округлий без гребенів, ікла довгі, мають вигляд шабель. Хвіст відсутній. Обличчя, долоні, підошва оголені. Є сідничної мозолі. Передні кінцівки значно довші задніх, співвідношення їх довжини до довжини хребта дорівнює 180. Кисті такої ж довжини, як і стопи, або довші них. Пальці кистей значно довші пальців стоп. Великий палець кисті тонкий, довгий та здатен відсуватися у бік. Пальці стопи короткі, але великий палець більший за інші й здатен до хапання, коли гібон лазить. На великих пальцях кистей та стоп нігті плоскі та широкі. На кистях рук та ступнях найбільш довгий палець третій. Статевий диморфізм незначний.
Шерсть довга, густа. Колір її — від чорного (у сіамангів) і темно-коричневого до блідо-жовтого-коричневого і сріблясто-сірого. Зубна формула: 2/2, 1/1, 2/2, 3/3 = 32.

## Розповсюдження
Гібонові мешкають у Південній та Південно-Східній Азії (зокрема у східній Індії, Індокитаї, Індонезії), на острові Хайнань та провінції Юньнань (КНР). Сіаманги лише на острові Суматра та Малакському півострові.

## Спосіб життя
Мешкає у дощових та гірських лісах. У горах розповсюдження гібонів доходить до 2000 м на рівнем моря. Гібони добре пересуваються по деревах, іноді буває більш ніж на 9 м в одному стрибку. Родина складається з 2-6 тварин. Площа, яку займає одна родина дорівнює 35 акрів. Сплять гібони у густому листі в середній частині дерева. Зранку гібони влаштовують «концерти». Видають голосні крики, що тривають до 2 годин. У сіамангів під підборіддям існує великий непарний горловий лантух, який слугує посиленню голосу.
Харчуються гібони фруктами, ягодами, пташиними яйцями, пташенятами, полюбляють прісну джерельну воду.
Статева зрілість настає у віці 7-10 років. Вагітність триває 210 днів. Народжується 1 малюк. Через 2-3 роки самиця знову народжує. Дитинча ходить за матір'ю до 2 років.

## Систематика
- Родина: Hylobatidae (Гібонові) (20 сучасних та 3 викопні види)
  - Рід: Bunopithecus †
    - Вид: Bunopithecus sericus †

  - Рід: Hoolock (Гулок) (3 види)
    - Вид: Hoolock hoolock
    - Вид: Hoolock leuconedys
    - Вид: Hoolock tianxing

  - Рід: Hylobates (Гібон) (9 видів)
    - Вид: Hylobates abbotti
    - Вид: Hylobates agilis — гібон швидкий
    - Вид: Hylobates albibarbis
    - Вид: Hylobates funereus
    - Вид: Hylobates klossii
    - Вид: Hylobates lar — гібон білорукий
    - Вид: Hylobates moloch — гібон сріблястий
    - Вид: Hylobates muelleri
    - Вид: Hylobates pileatus

  - Рід: Nomascus (Номаскус) (7 видів)
    - Вид: Nomascus annamensis
    - Вид: Nomascus concolor
    - Вид: Nomascus gabriellae
    - Вид: Nomascus hainanus
    - Вид: Nomascus leucogenys
    - Вид: Nomascus nasutus
    - Вид: Nomascus siki

  - Рід: Symphalangus (Сіаманг) (1 вид)
    - Вид: Symphalangus syndactylus — сіаманг звичайний

  - Рід Junzi †
    - Вид Junzi imperialis †

  - Рід Kapi †
    - Вид Kapi ramnagarensis †